# Саак II Багратуни
Саа́к II Багратуни́ (погиб в 482) — князь из рода Багратуни, армянский полководец, участвовавший в возглавленном Вааном Мамиконяном восстании армян против персов. В 481 году был назначен марзпаном Армении. Погиб в битве с персидскими войсками.
Основатель армянской историографии Мовсес Хоренаци в своих работах многократно обращается к Сааку Багратуни и утверждает, что тот поручил ему написать свой фундаментальный труд «История Армении». Современные историки отвергают последнее утверждение.